# Mario Baroni
Mario Baroni (Scarperia, Toscana, 11 de març de 1927 – Figline Valdarno, 1 d'agost de 1994) va ser un ciclista italià que fou professional entre 1949 i 1958. En el seu palmarès destaca una victòria d'etapa al Giro d'Itàlia de 1957 i una altra a la Volta a Espanya del mateix any. Va ser gregari de Gino Bartali i Fiorenzo Magni. Era germà del també ciclista Vasco Baroni.

## Palmarès
- 1949
  - 1r a la Coppa Lanciotto Ballerini
- 1950
  - 1r a Verona
- 1951
  - 1r a la Copa Gigante
  - 1r a Quarrata
- 1953
  - 1r a Varese
- 1956
  - 1r a Florència
  - 1r a Giulianova
  - Vencedor d'una etapa de la Volta als Països Baixos
- 1957
  - Vencedor d'una etapa del Giro d'Itàlia
  - Vencedor d'una etapa a la Volta a Espanya

### Resultats al Giro d'Itàlia
- 1950. 35è de la classificació general
- 1951. 45è de la classificació general
- 1952. 78è de la classificació general
- 1953. 53è de la classificació general
- 1954. Abandona
- 1955. 20è de la classificació general
- 1956. 22è de la classificació general
- 1957. 74è de la classificació general. Vencedor d'una etapa
- 1958. 76è de la classificació general

### Resultats al Tour de França
- 1952. 41è de la classificació general
- 1953. 53è de la classificació general
- 1957. 53è de la classificació general

### Resultats a la Volta a Espanya
- 1955. 28è de la classificació general
- 1957. 46è de la classificació general. Vencedor d'una etapa